# خافيير دوارتي دي أوتشوا
خافيير دوارتي دي أوتشوا هو محامي واقتصادي وسياسي مكسيكي، ولد في 19 سبتمبر 1973 في مدينة فيراكروز في المكسيك. نشط حزبياً في الحزب الثوري المؤسساتي. وقد انتخب عضو مجلس النواب المكسيك ‏.

## وصلات خارجية
- الموقع الرسمي